# Tankafatra
Tankafatra – miejscowość i gmina (kaominina) w dystrykcie Andramasina, w regionie Analamanga na Madagaskarze.

## Geografia
Miejscowość położona jest około 50 km na południowy wschód od Antananarywy i około 2 km na zachód od jeziora Tsiazompaniry.

## Demografia i ekonomia
W 2001 roku oszacowano liczbę jego mieszkańców na 8 634. 78% ludności pracującej trudni się rolnictwem, a 20% hodowlą. Główną rośliną uprawną jest tu ryż. Ponadto uprawia się pomarańcze i maniok. 1% zatrudnionych jest w usługach.